# Episodi di The Sandman (seconda stagione)
La seconda e ultima stagione della serie televisiva The Sandman, composta da 12 episodi, è stata pubblicata sul servizio di streaming on demand Netflix in tutti i paesi in cui è disponibile divisa in tre parti: la prima parte il 3 luglio 2025, la seconda parte il 24 luglio e un episodio speciale, incentrato sul personaggio di Morte, il 31 luglio.
| Prima parte     | Prima parte                         | Prima parte                                   | Prima parte    |
| --------------- | ----------------------------------- | --------------------------------------------- | -------------- |
| 1               | Season of Mists                     | La stagione delle nebbie                      | 3 luglio 2025  |
| 2               | The Ruler of Hell                   | Il signore degli Inferi                       | 3 luglio 2025  |
| 3               | More Devils Than Vast Hell Can Hold | Più diavoli di quanti possa tenerne l'Inferno | 3 luglio 2025  |
| 4               | Brief Lives                         | Brevi vite                                    | 3 luglio 2025  |
| 5               | The Song of Orpheus                 | La canzone di Orfeo                           | 3 luglio 2025  |
| 6               | Family Blood                        | Sangue di famiglia                            | 3 luglio 2025  |
| Seconda parte   |                                     |                                               |                |
| 7               | Time and Night                      | Tempo e Notte                                 | 24 luglio 2025 |
| 8               | Fuel for the Fire                   | Combustibile per il fuoco                     | 24 luglio 2025 |
| 9               | The Kindly Ones                     | Le Benevole                                   | 24 luglio 2025 |
| 10              | Long Live the King                  | Lunga vita al re                              | 24 luglio 2025 |
| 11              | A Tale of Graceful Ends             | Una storia con un finale leggiadro            | 24 luglio 2025 |
| Episodio finale |                                     |                                               |                |
| 12              | Death: The High Cost of Living      | Death: l'alto costo della vita                | 31 luglio 2025 |

## La stagione delle nebbie
- Titolo originale: Season of Mists
- Diretto da: Jamie Childs
- Scritto da: Allan Heinberg

### Trama
Morfeo inizia a ricostruire il Mondo Dei Sogni, ma viene interrotto dalla convocazione a una riunione di famiglia degli Eterni, dove incontra i suoi fratelli, Destino, Morte, Desiderio, Disperazione e Delirio. Mentre menzionano il loro fratello assente che ha interrotto i contatti con loro secoli fa, Destino spiega che le Moire gli hanno rivelato una profezia criptica che avrebbe iniziato ad avverarsi con il loro incontro. Desiderio insulta Morfeo, ricordandogli Nada, una regina umana di cui si innamorò millenni prima, ma condannata all'Inferno dopo che lei pose fine alla relazione, ricordando che gli Eterni non possono innamorarsi dei mortali. Dopo una discussione con Morte, Morfeo decide di salvare Nada, rendendo il Mondo Dei Sogni sicuro e incontrando Lyta Hall e Hob Gadling, tutto nel caso in cui non tornasse. Mentre Sogno entra all'Inferno, Lucifer Astro del Mattino chiama le legioni demoniache, intenzionato a vendicarsi di Morfeo per la sua umiliazione durante il loro scontro passato.

## Il signore degli Inferi
- Titolo originale: The Ruler of Hell
- Diretto da: Jamie Childs
- Scritto da: Ameni Rozsa

### Trama
Trovando l'Inferno stranamente vuoto al suo arrivo, Morfeo si confronta con Lucifer che, stanco del suo dovere, ha abdicato al trono e liberato tutte le anime e i demoni per vagare in altri mondi. Lucifer persuade Morfeo a tagliargli cerimoniosamente le ali e con ciò ottiene la sua vendetta, rendendo Morfeo il custode dell'Inferno. Tornato nel Mondo Dei Sogni, Morfeo lo trova presto inondato da delegazioni di esseri soprannaturali che cercano il dominio sull'Inferno, tra cui: la divinità giapponese Susano'o no Mikoto; gli Asi Odino, Thor e Loki; emissari della Terra delle fate guidati da Cluracan e Nuala; i servi del signore dell'Ordine Kilderkin; la signora del Caos Jemmy la Tremula e un gruppo di demoni guidati da Azazel, Choronzon e Merkin che chiedono di tornare all'Inferno. Due angeli, Remiel e Duma, scendono dal Paradiso come osservatori per il Creatore. Morfeo accoglie tutti nel suo palazzo come ospiti e organizza un banchetto per osservare tutto e decidere a chi dare la Chiave dell'Inferno. Oltre all'intrattenimento serale offerto da Caino e Abele, diversi ospiti si avvicinano a Morfeo con offerte di corruzione, tra cui Azazel, che rivela di aver catturato l'anima di Nada ed è disposto a scambiarla con la Chiave dell'Inferno.

## Più diavoli di quanti possa tenerne l'Inferno
- Titolo originale: More Devils Than Vast Hell Can Hold
- Diretto da: Jamie Childs
- Scritto da: Alexander Wise

### Trama
Nel Mondo Dei Sogni, Nuala incontra Morfeo e ricorda il loro primo incontro. In Inghilterra, nel 1593, Morfeo ispira William Shakespeare a scrivere Sogno di una notte di mezza estate e lo fa recitare per Re Oberon, la Regina Titania e i loro cortigiani nel tentativo di sanare una frattura tra il Mondo dei Sogni e la Terra delle Fate facendo sì che l'umanità ricordi per sempre le fate attraverso l'opera. Ad Oberon e Titania piace l'opera e fanno ammenda con Morfeo. Nel presente, Morfeo discute il suo dilemma con Nuala e la mattina dopo, tutti si riuniscono per ascoltare la sua decisione. Morfeo decide infine di restituire il dominio dell'Inferno al Creatore, provocando Azazel ad attaccarlo. Tuttavia, trovandosi nel Mondo Dei Sogni, la sede del suo potere, Sogno sopraffà facilmente Azazel e salva Nada. Prima della sua partenza, Cluracan rivela che Nuala è un dono a Morfeo da parte di Titania, e Morfeo accetta con riluttanza dopo che Nuala stessa acconsente a rimanere. Morfeo scopre che Loki, nel tentativo di sfuggire alla prigionia dei suoi simili, si è spacciato per Susano'o. Morfeo, in cambio della promessa di un futuro servizio, lascia andare Loki e poi si avvicina a Lucifer in pensione, per separarsi pacificamente. Più tardi, si scusa con Nada. Lei non accetta le sue scuse e parte per il mondo della veglia per iniziare una nuova vita.

## Brevi vite
- Titolo originale: Brief Lives
- Diretto da: Jamie Childs
- Scritto da: Austin Guzman

### Trama
Delirio fa inaspettatamente visita a Morfeo, chiedendogli aiuto per trovare il loro fratello assente, Distruzione. Inizialmente riluttante, Morfeo accetta, sperando segretamente di incontrare Nada sulla Terra al posto di suo fratello. Arruolano Wanda, una donna transgender e dipendente di un vecchio amico di Morfeo, per aiutarli a rintracciare i contatti di Distruzione. Il primo di loro, tuttavia, muore poco prima che lo trovino e Morfeo inizia a sospettare che una forza sconosciuta stia impedendo loro di trovare Distruzione. Successivamente, cercano Ishtar, un'antica dea ed ex amante di Distruzione che, priva di poteri e senza alcun culto, lavora come ballerina in un club. Dopo un'accesa discussione con Morfeo, Ishtar esegue una danza ipnotizzante per il suo pubblico, ma un'improvvisa esplosione uccide tutti nel club, inclusi Ishtar e Wanda. Desiderio appare, rivelando a Delirio che Morfeo la stava usando per cercare Nada, e  lei lascia i suoi fratelli infuriata. Nel frattempo, Distruzione viene visto impegnato in pittura e poesia, accompagnato da Barnaba, un cane parlante, su un'isola remota.

## La canzone di Orfeo
- Titolo originale: The Song of Orpheus
- Diretto da: Jamie Childs
- Scritto da: Shadi Petosky

### Trama
Sentendosi in colpa per la morte di Wanda, Morfeo partecipa al suo funerale, dove Morte lo convince a fare ammenda con Delirio. Morfeo entra nel regno di Delirio e alla fine si riappacifica con lei. Riprendendo la loro ricerca per localizzare Distruzione, chiedono consiglio a Destino. Egli dice a Morfeo che solo suo figlio, un oracolo del sangue Eterno, può aiutarli.
In Grecia, nel 1700 a.C., gli Eterni partecipano alle nozze di Orfeo, figlio di Sogno e Calliope. Quella notte, tuttavia, Euridice, la moglie di Orfeo, muore per il morso di un serpente. Orfeo implora Morfeo di aiutarlo a recuperare Euridice dagli Inferi, ma lui rifiuta. Con l'aiuto di Distruzione, Orfeo si avvicina quindi a Morte, che a malincuore lo rende immortale, permettendogli di viaggiare negli Inferi. Una volta lì, Orfeo persuade Ade e Persefone a far rivivere Euridice, ma poi fallisce la prova di fede che gli viene presentata, lasciando Euridice morta. Contro la cautela di Calliope, il disperato Orfeo si lascia fare a pezzi dalle Menadi, adoratrici assassine di Dioniso. Tuttavia, non può morire e implora Morfeo di ucciderlo, invano.
Nel presente, Morfeo e Delirio, sconvolti, partono per incontrare Orfeo.

## Sangue di Famiglia
- Titolo originale: Family Blood
- Diretto da: Jamie Childs
- Scritto da: Jim Campolongo

### Trama
In un flashback del 1794, Morfeo si rivolge a Lady Johanna Constantine con l'incarico di recuperare la testa viva di Orfeo dalla Francia e riportarla in un tempio in Grecia, dove sarebbe stata custodita dai sacerdoti. Inseguita da Maximilien Robespierre e dai suoi uomini, Constantine riesce nell'impresa con l'aiuto di Orfeo stesso, il cui canto incita la fine della tirannia di Robespierre. Dopo aver riportato la testa di Orfeo al suo tempio, Constantine chiede a Morfeo di poter visitare Orfeo. Nel presente, Morfeo e Delirio passano davanti alla sua tomba vicino al tempio di Orfeo. Lì, Morfeo si riunisce con Orfeo e questi gli rivela dove si trova Distruzione. Morfeo e Delirio si avvicinano a Distruzione, che li accoglie con gioia. I tre discutono dell'abbandono da parte di Distruzione dei suoi doveri e delle sue difese per non essere trovato che hanno causato la morte di Wanda, Ishtar e altri. Egli allude al fatto che i mortali sono capaci di grandi distruzioni da soli, senza bisogno della sua complicità. Nonostante la supplica di Delirio, Distruzione li saluta, dà un consiglio a Morfeo e affida Barnaba a Delirio per farle compagnia. Detto questo, scompare nel cielo. Morfeo e Orfeo si riconciliano e, su richiesta di Orfeo, Morfeo lo uccide, piangendolo poi in lacrime.
Altrove, le Moire condannano Morfeo per aver versato sangue familiare.

## Tempo e Notte
- Titolo originale: Time and Night
- Diretto da: Jamie Childs
- Scritto da: Vanessa Benton

### Trama
Dopo aver chiesto consiglio a Destino, Morfeo si reca nella casa delle Moire per chiedere loro di risparmiarlo. Le tre ribadiscono che non spetta a loro decidere, in quanto Morfeo ha infranto le sacre leggi e perciò deve essere punito. Tuttavia, non agiranno contro di lui a meno che qualcuno non le evochi per farlo. Consapevole di non poter evitare la sua fine per sempre, Morfeo decide di predisporre le Terre del Sogno per quando non ci sarà più, benché Lucienne, Gilbert, Nuala, Matthew e Mervin (un sogno dalla testa di zucca) continuino a cercare un'altra soluzione. Su idea di Nuala, Sogno decide di invocare le uniche entità più potenti degli Eterni, ovvero i loro genitori, Tempo e Notte. Entrambi, tuttavia, non sono in grado di aiutarlo. Rassegnato, fa quindi visita a Loki, il quale ha iniziato una relazione con il folletto Robin Goodfellow (detto Puck), per ricordargli il loro accordo e istruirlo su cosa fare, rivelando inoltre di aver già trovato un successore nel neonato Daniel Hall, l'unico umano ad essere nato nelle Terre del Sogno.
Nel frattempo Cluracan torna nelle Terre del Sogno per chiedere che sua sorella torni nella Terra delle Fate, su richiesta della regina Titania. Morfeo acconsente e dona a Nuala una collana magica che le permetterebbe di evocarlo se avesse bisogno di lui.
Intanto, Lyta Hall, suo figlio Daniel e Rose Walker si trasferiscono a Londra, nella tenuta che quest'ultima ha ereditato dalla defunta bisnonna Unity. Loki e Puck, desiderosi di liberarsi dall'obbligo con Morfeo, rapiscono il bambino.

## Combustibile per il fuoco
- Titolo originale: Fuel for the Fire
- Diretto da: Jamie Childs
- Scritto da: Jay Franklin

### Trama
Dopo aver parlato con sua sorella Disperazione, Sogno scopre del rapimento del piccolo Daniel. Quest'ultimo si trova in un hotel con Loki e Puck, i quali, fingendosi poliziotti, hanno convinto Lyta che sia stato Morfeo a rapirlo. Deciso a salvare il suo possibile successore, Morfeo arruola Johanna Constantine per trovarlo, convincendo Lyta di essere innocente e di volerle riportare il bambino. Tuttavia Johanna, consapevole della morte di Orfeo e della minaccia delle Moire, intuisce che Morfeo non ha alcuna intenzione di evitare di morire, in quanto soffre per la perdita del figlio. Minaccia quindi di lasciare le indagini se Morfeo non torna nelle Terre del Sogno, dove è al sicuro. Morfeo va a parlare con Hob Gadling, che lo convince a cercare di fare ammenda per i propri errori, ragion per cui libera Alex Burgess dal sonno eterno a cui l'aveva condannato. Intanto, Puck si affeziona al piccolo Daniel e, temendo che Loki voglia fargli del male, decide di fuggire con il bambino. Loki tuttavia li trova rapidamente e, dopo aver addormentato Puck, getta Daniel nelle fiamme di un camino. Il giorno dopo, Loki va da Lyta, sempre spacciandosi per un poliziotto, e le dice che Daniel è stato trovato morto. Tornato nelle Terre del Sogno, Morfeo decide di ricreare Corinzio affinché aiuti Johanna contro Loki.

## Le Benevole
- Titolo originale: The Kindly Ones
- Diretto da: Jamie Childs
- Scritto da: Greg Goetz

### Trama
Dopo aver ricreato Corinzio, Morfeo gli ordina di lavorare con Johanna Constantine. Quest'ultima acconsente controvoglia, non fidandosi di Corinzio. I due utilizzano un incantesimo per rintracciare Loki, evocando inconsapevolmente Odino. Loki, nel frattempo, ritorna all'hotel, dove Daniel è vivo e illeso: gettandolo nelle fiamme, Loki l'ha indotto a liberare il suo potere, rivelando che il piccolo è perfino più potente di Morfeo. Puck tuttavia decide di lasciarlo, offeso dal suo atteggiamento. Andandosene, Puck incontra Johanna e Corinzio, a cui da la chiave della camera di Loki. Ne nasce uno scontro che viene interrotto dall'intervento di Odino e Thor, i quali riportano Loki nella sua prigione. Nel frattempo, Lyta viene avvicinata dall'anziana Hettie, un'occultista che la teneva d'occhio da un po' e che è a conoscenza della vera natura di Daniel. Hettie la convince a cercare vendetta e ad invocare le Tre, questa volta sotto forma di Furie.
Intanto Puck ritorna nella Terra delle Fate e rivela quanto accaduto. Preoccupata per Morfeo, Nuala tenta di convincere la regina Titania a permetterle di andare in suo aiuto con un esercito, ma la regina rifiuta e, convinta di poter salvare Morfeo, le prende la collana e la usa per evocarlo. Così facendo, tuttavia, lascia le Terre del Sogno senza difese, e proprio in quel momento in esse arriva Lyta, ormai burattino delle Furie, che scatena la sua ira distruggendo il Paradiso dei Marinai.

## Lunga vita al re
- Titolo originale: Long Live the King
- Diretto da: Jamie Childs
- Scritto da: Marina Marlens

### Trama
Lyta e le Furie seminano distruzione nelle Terre del Sogno, uccidendo Abele e Mervin. Arrivate al palazzo reale, vengono fermate da Morfeo, il quale rivela a Lyta che suo figlio è ancora vivo, liberandola temporaneamente dall'influenza delle Furie. Consapevole che questo non le fermerà a lungo, Morfeo manda Lucienne, Caino, Corinzio e Daniel in un luogo sicuro e manda Matthew a chiamare sua sorella Morte. Si reca ai confini del suo regno ed evoca le Furie, deciso a sfidarle in combattimento. Tuttavia le Furie sono troppo potenti perfino per lui, e realizza di non avere alcuna speranza. Sopraggiunge Morte e, dopo un'ultima intensa conversazione, Morfeo ammette di essere stanco e le prende la mano, morendo. In quel momento, Daniel diventa improvvisamente un uomo adulto con una veste bianca: è lui il nuovo Sogno.

## Una storia dal finale leggiadro
- Titolo originale: A Tale of Graceful Ends
- Diretto da: Jamie Childs
- Scritto da: Allan Heinberg

### Trama
Nelle Terre del Sogno sta per svolgersi il funerale di Morfeo, per il quale accorrono numerosi ospiti tra cui Johanna Constantine, Hob Gadling, Rose Walker, Nada, Cluracan e Nuala insieme a una delegazione del popolo delle fate, e molti altri. Per ultimi arrivano gli altri Eterni, ciascuno dei quali pronuncia un discorso per il fratello defunto. Desiderio ammette di non essere felice per la disfatta di Morfeo, arrivando perfino a piangere sinceramente, mentre Morte esorta i presenti a tramandare la storia di Morfeo per non dimenticarlo. Al termine del funerale, il corpo di Morfeo, in una bara, viene trasformato in una stella. Intanto, Daniel, ora divenuto il nuovo Sogno, fatica ad abituarsi al nuovo ruolo. Riporta in vita Abele e Mervin, e anche Gilbert il quale però chiede di tornare alla morte perché il suo tempo è finito ed esorta Daniel a creare dei nuovi sogni al suo posto. Sopraggiunge Distruzione, che non intende partecipare al funerale ma si presenta al nuovo Sogno, dandogli dei preziosi consigli prima di andarsene di nuovo. Dopo un'iniziale titubanza, Lucienne, Nuala, Matthew e Mervin decidono di restare anche senza Morfeo. Johanna conforta Corinzio e i due si baciano, mentre Morte chiede a Hob se desidera continuare a vivere e lui risponde di sì. Arriva anche Lyta che incontra suo figlio. Daniel la critica per aver scelto la via della vendetta, ma la perdona promettendole che veglierà sempre su di lei. Successivamente Daniel incontra Hob, con il quale fa amicizia. I due conversano e Hob si chiede come mai Morfeo avesse commissionato opere a William Shakespeare. In un flashback, lo stesso Shakespeare lo chiede a Morfeo, il quale rivela di avergli commissionato La tempesta perché voleva "una storia dal finale leggiadro" che affrontasse il tema del cambiamento, che Morfeo credeva non fosse possibile per sè. Nel presente, dopo aver congedato Hob, Daniel si appresta a conoscere la sua nuova famiglia, gli Eterni, che gli danno il benvenuto calorosamente.
Intanto, le Tre sono tornate ad essere le Moire e, nella loro casa, commentano gli ultimi eventi, leggono un'altra profezia e dichiarano che "è finita".

## Death: l'alto costo della vita
- Titolo originale: Death: The High Cost of Living
- Diretto da: Jamie Childs
- Scritto da: Neil Gaiman e Allan Heinberg

### Trama
Londra, giorni nostri. Sexton Furnival è un giornalista che, in seguito alla rottura con la sua ragazza Sylvie, è caduto in depressione, maturando una visione profondamente negativa del mondo e della vita. Mentre vaga in una discarica abusiva con l'intenzione di suicidarsi con delle pillole, rimane incastrato in un frigorifero. Il giovane viene soccorso da Morte che, una volta ogni cento anni, si prende un "giorno libero" dalle sue mansioni, incarnandosi in un corpo mortale per vivere come un'umana. Morte accompagna Sexton nel suo appartamento e gli rivela chi è veramente, ma Sexton non le crede. I due vengono raggiunti da Hettie che supplica Morte di aiutarla a ritrovare "la sua anima", che la donna ha nascosto tempo fa ma non si ricorda dove.
Vagando per Londra, quella sera Morte porta Sexton in un night club, lo stesso in cui lavora Sylvie, dove incontra la sua coinquilina Billie, con la sua fidanzata Amelia e la loro amica Jackie, a cui Sexton presenta Morte col nome di Didi. Nel locale incontrano anche Theo, il proprietario, che invita Didi a fare un giro, e la ragazza si porta dietro un riluttante Sexton. Theo però, dopo aver strappato alla ragazza il ciondolo Ankh che porta al collo, li rinchiude prigionieri in un magazzino. Qui Sexton espone a Didi la sua visione pessimista del mondo e la ragazza gli risponde che, anche se la vita può essere dolorosa, questo non significa che debba per forza esserlo sempre, e che gli essere umani possono godere di qualcosa che lei non avrà mai, cioè il libero arbitrio. La conversazione viene interrotta da Theo che, minacciando i due con una pistola, chiede a Didi riportare in vita la sua ragazza Natalie, morta per colpa sua. Al rifiuto di Didi, Theo prova a suicidarsi, ma scivola e batte la testa. Didi e Sexton chiamano un'ambulanza. 
Il mattino successivo, Didi compra un nuovo ciondolo da una bancarella. Scaduto però il suo unico giorno libero la ragazza, dopo aver ringraziato Sexton per la giornata che le ha regalato, muore improvvisamente. Sopraggiunge Hettie che si prende il ciondolo, il quale contiene la sua anima (una vecchia foto di sua figlia). Sexton, toccato dall'esperienza e dalle parole di Didi, decide di mettere da parte il suo intento suicida e tornare a godersi pienamente la propria esistenza, chiedendo a Jackie di uscire insieme.
Nell'aldilà, Didi si risveglia difronte a Morte. Alla domanda di questa come sia stata la sua esperienza tra i mortali, Didi risponde che avrebbe voluto che durasse per sempre. Sorridendo, Morte le porge la mano.